# Ariari malgache
El ariari malgache (ISO 4217 MGA) es la moneda de Madagascar.
Cada unidad se divide en cinco iraimbilanja (antiguos francos), lo cual hace del ariari una de las dos únicas monedas en el mundo cuyas unidades fraccionarias no siguen un modelo decimal (la otra es el ouguiya mauritano). Los nombres "ariari" e "iraimbilanja" se remontan a la moneda precolonial. "Iraimbilanja" significa literalmente "un peso de hierro", y era el nombre de una moneda antigua que valía precisamente un quinto del valor del aria antiguo.
El ariari reemplazó a la moneda antigua, el franco malgache (ISO 4217 MGF), el 1 de enero de 2005. El cambio de moneda se hizo con la equivalencia de un iraimbilanja (0,2 aria) por cada franco malgache.
El nombre ariari ya se utilizaba de manera semioficial en los billetes y monedas de francos malgaches antiguos. La supresión del nombre "franco malgache" y su sustitución oficial por la denominación tradicional es una muestra del empeño del gobierno presidido por Marc Ravalomanana de reforzar la identidad cultural malgache y alejar al país de la influencia de la antigua potencia colonial, Francia.

## Billetes
La actual serie de billetes en circulación muestra elementos y paisajes típicos de la cultura malgache. Los valores son los siguientes:
- 100 Ariari
- 200 Ariari
- 500 Ariari
- 1.000 Ariari
- 2.000 Ariari
- 5.000 Ariari
- 10.000 Ariari
- 20.000 Ariari

## Monedas
En la siguiente tabla se describen las características principales de las monedas en circulación:
| Denominación                   | Emisión actual | Metal              | Forma       | Diámetro | Borde | Anverso       | Reverso      |
| ------------------------------ | -------------- | ------------------ | ----------- | -------- | ----- | ------------- | ------------ |
| 1 Franco                       | 1965           | Acero              | Circular    |          | Liso  | Vaca y facial | Flor y año   |
| 2 Francos                      | 1965           | Acero              | Circular    |          | Liso  | Vaca y facial | Flor y año   |
| 5 Francos (1 Ariari) 1 Ariari  | 1966           | Acero              | Circular    |          | Liso  | Vaca y facial | Flor y año   |
| 5 Francos (1 Ariari) 1 Ariari  | 2004           | Acero              | Circular    |          | Liso  | Vaca y facial | Flor y año   |
| 10 Francos (2 Ariari) 2 Ariari | 1996           | Acero cobreado     | Circular    |          | Liso  | Vaca y facial | Planta y año |
| 10 Francos (2 Ariari) 2 Ariari | 2003           | Bronce             | Circular    |          | Liso  | Vaca y facial | Planta y año |
| 20 Francos (4 Ariari)          | 1989           | Bronce de Aluminio | Circular    |          | Liso  | Vaca y facial | Planta y año |
| 5 Ariari                       | 1994           | Acero cobreado     | Circular    |          | Liso  | Facial y año  | Planta       |
| 10 Ariari                      | 1992           | Acero              | Heptagonal  |          | Liso  | Facial y año  | Agricultura  |
| 20 Ariari                      | 1992           | Acero niquelado    | Decagonal   |          | Liso  | Facial y año  | Agricultura  |
| 50 Ariari                      | 1992           | Acero              | Undecagonal |          | Liso  | Facial y año  | Agricultura  |

Las monedas con valor expresado en francos están siendo paulatinamente retiradas de la circualción debido a su escaso valor.